# Древо скорби
«Древо скорби» — памятник жертвам террористического акта, произошедшего 1—3 сентября 2004 года в здании школы № 1 в Беслане (Северная Осетия — Алания). В результате захвата террористами школы погибло 333 человека, из них 186 детей. Установлен в августе 2005 года на мемориальном кладбище города. Бронзовая композиция представляет собой ствол дерева, сформированный четырьмя женскими фигурами. Крона древа образована распростёртыми руками женщин, которые держат ангелов, символизирующих погибших детей. Высота памятника — около 9 метров. Выполнен скульпторами Аланом Корнаевым и Заурбеком Дзанаговым.

## Открытие
На церемонии открытия памятника присутствовали близкие и родственники погибших, пострадавшие, жители города и других районов Северной Осетии, глава республики Таймураз Мамсуров, депутаты парламента, представители республиканских министерств и ведомств, а также президент Южной Осетии Эдуард Кокойты. После удара колокола прозвучал набатный перезвон, а затем — звук метронома. Были названы в алфавитном порядке все погибшие в школе. После открытия памятника были выпущены ручные белые голуби, которые сели на бронзовое дерево. Люди, пришедшие на кладбище, возложили к памятнику венки и цветы. Епископ Ставропольский и Владикавказский Феофан провёл на кладбище поминальную службу.
Авторы композиции были представлены к золотой медали Российской академии художеств. За создание монумента Алан Корнаев завоевал гран-при кубанского профессионального конкурса произведений изобразительного искусства «Биеннале-2005». В 2006 году авторы памятника получили премию ФСБ в номинации «изобразительное искусство».

## Траурные церемонии

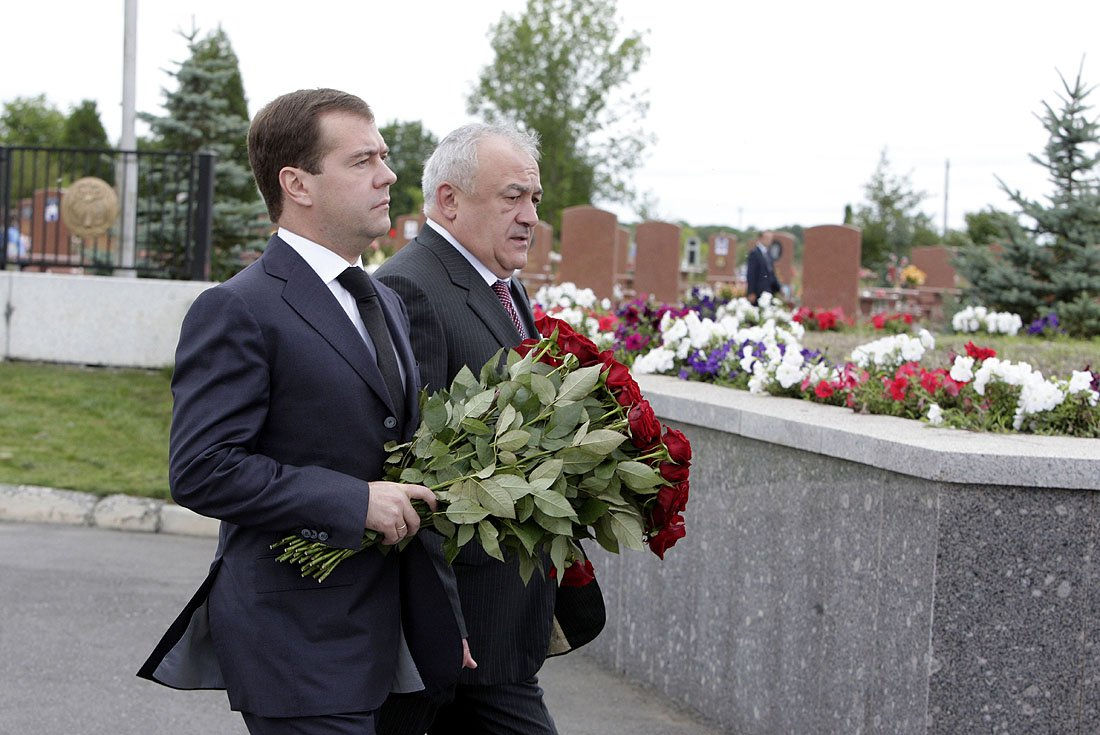
Президент России Дмитрий Медведев и глава Республики Северная Осетия — Алания Таймураз Мамсуров возлагают цветы к памятнику. 8 августа 2009 г.

В годовщину теракта у памятника проводятся траурные церемонии. Также церемонию иногда посещает высшее руководство страны: например, в августе 2009 года президент России Дмитрий Медведев почтил память жертв теракта, возложив цветы к монументу.